# 米克拉依·依布拉音
米克拉依・依布拉音（1977年12月—），新疆乌鲁木齐人，维吾尔族，无党派人士。中华人民共和国政治人物、第十三届全国人民代表大会新疆地区代表。

## 生平
2018年2月24日，当选为第十三届全国人大代表。